# Поток (Ленінградська область)
Поток (рос. Поток) — присілок Бокситогорського району Ленінградської області Росії. Входить до складу Подборовського сільського поселення.
Населення — 30 осіб (2012 рік). 